# Dendronephthya
Genre
Dendronephthya est un genre de coraux de la famille des Nephtheidae.

## Description
Ces coraux sont mous, et suffisamment translucides pour laisser transparaître les spicules calcaires disséminés dans l'organisme. Ils sont généralement de couleur vive et présentent des ramifications. Ce genre compte plus de 250 espèces, souvent très difficiles à distinguer les unes des autres.

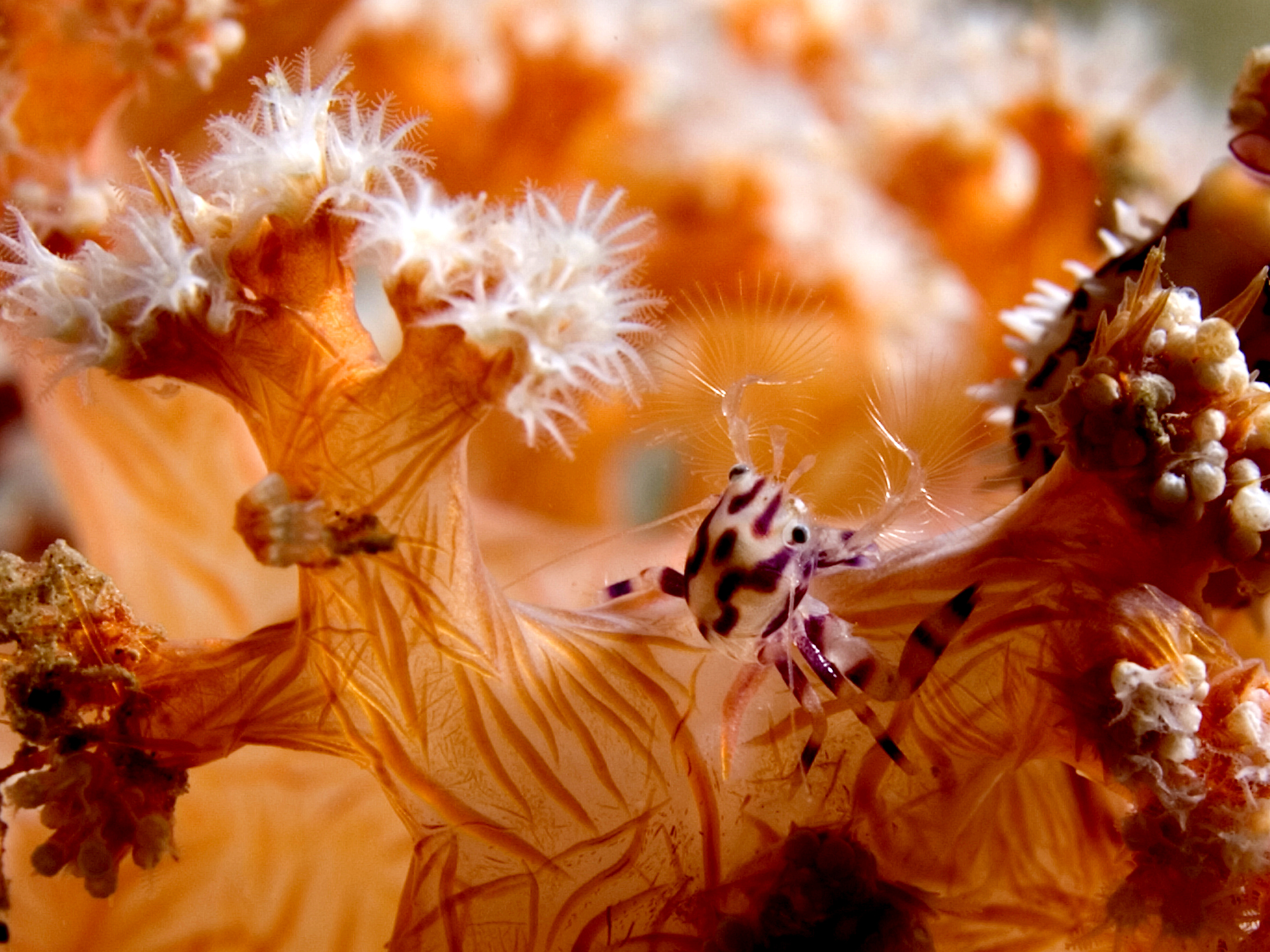
Les spicules calcaires de ce Dendronephthya roxasia sont bien visibles en transparence

## Liste des espèces
Selon World Register of Marine Species (26 septembre 2014) :

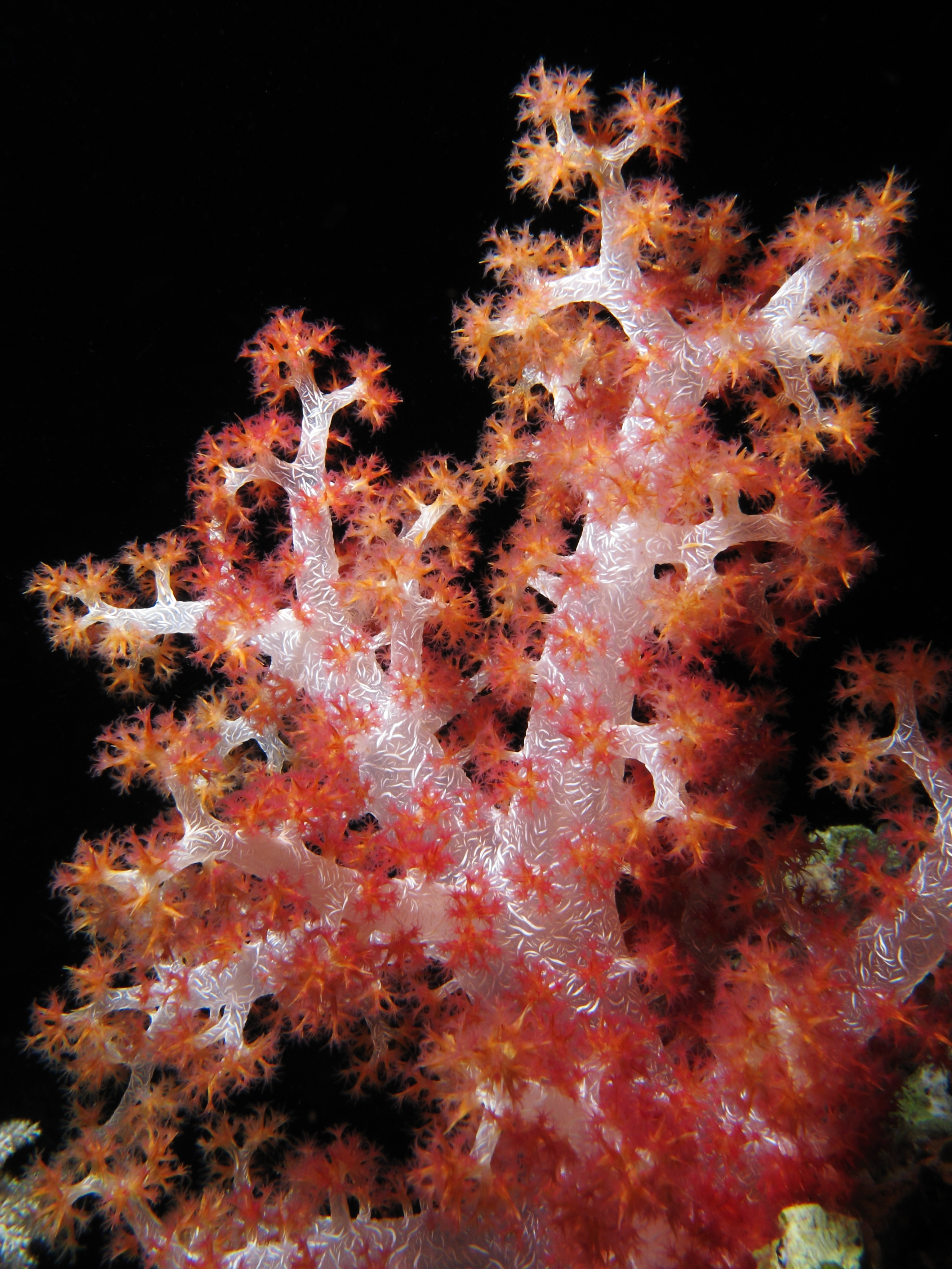
Dendronephthya hemprichi

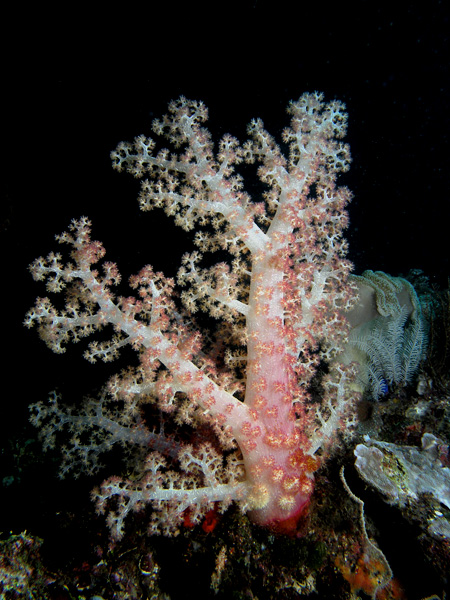
Dendronephthya klunzingeri

- Dendronephthya acaulis Kükenthal, 1906
- Dendronephthya aculeata Kükenthal, 1905
- Dendronephthya agaricoides Henderson, 1909
- Dendronephthya alba Utinomi, 1952
- Dendronephthya albogilva Henderson, 1909
- Dendronephthya alcocki Thomson & Henderson, 1906
- Dendronephthya alexanderi Nutting, 1908
- Dendronephthya amaebisclera Thomson & Dean, 1931
- Dendronephthya ambigua Henderson, 1909
- Dendronephthya andamanensis Henderson, 1909
- Dendronephthya andersoni Henderson, 1909
- Dendronephthya anguina Wright & Studer, 1889
- Dendronephthya annectens Sherriffs, 1922
- Dendronephthya arakanensis Henderson, 1909
- Dendronephthya arborea May, 1899
- Dendronephthya arbuscula Henderson, 1909
- Dendronephthya argentea Kükenthal, 1905
- Dendronephthya armata Holm, 1895
- Dendronephthya armifer Thomson & Dean, 1931
- Dendronephthya aruensis Kükenthal, 1910
- Dendronephthya aspera Tixier-Durivault & Prevor, 1960
- Dendronephthya aurantiaca Thomson & Henderson, 1906
- Dendronephthya aurea Utinomi, 1952
- Dendronephthya aurora Ridley, 1887
- Dendronephthya australis Kükenthal, 1905
- Dendronephthya biformata Harrison, 1908
- Dendronephthya binongkoensis Verseveldt, 1966
- Dendronephthya boletiformis Ridley, 1887
- Dendronephthya bonnieri Verseveldt, 1960
- Dendronephthya booleyi Henderson, 1909
- Dendronephthya boschmai Verseveldt, 1966
- Dendronephthya brachycaulos Henderson, 1909
- Dendronephthya brevirama Burchardt, 1898
- Dendronephthya bruuni Verseveldt & van Ofwegen, 1991
- Dendronephthya caerula Kükenthal, 1905
- Dendronephthya candida Pütter, 1900
- Dendronephthya carnea Wright & Studer, 1889
- Dendronephthya castanea Utinomi, 1952
- Dendronephthya cervicornus Wright & Studer, 1889
- Dendronephthya chimnoi Harrison, 1908
- Dendronephthya cirsium Kükenthal, 1905
- Dendronephthya clara Tixier-Durivault & Prevor, 1960
- Dendronephthya clavata Kükenthal, 1905
- Dendronephthya cocosiensis Henderson, 1909
- Dendronephthya colemani Verseveldt, 1977
- Dendronephthya collaris Wright & Studer, 1889
- Dendronephthya colombiensis Henderson, 1909
- Dendronephthya composita Tixier-Durivault & Prevor, 1962
- Dendronephthya conica Henderson, 1909
- Dendronephthya coronata Wright & Studer, 1889
- Dendronephthya costatorubra Henderson, 1909
- Dendronephthya crassa Tixier-Durivault & Prevor, 1960
- Dendronephthya crosslandi Thomson & Henderson, 1906
- Dendronephthya crystallina Henderson, 1909
- Dendronephthya curvata Kükenthal, 1905
- Dendronephthya decipiens Henderson, 1909
- Dendronephthya decussatospinosa Utinomi, 1952
- Dendronephthya delicatissima Henderson, 1909
- Dendronephthya dendritica Utinomi, 1954
- Dendronephthya dendrophyta Wright & Studer, 1889
- Dendronephthya densa Kükenthal, 1906
- Dendronephthya depressa Kükenthal, 1895
- Dendronephthya devexa Tixier-Durivault & Prevor, 1960
- Dendronephthya dichotoma Henderson, 1909
- Dendronephthya disciformis Kükenthal, 1905
- Dendronephthya divaricata Gray, 1862
- Dendronephthya doederleini Kükenthal, 1905
- Dendronephthya dofleini Kükenthal, 1905
- Dendronephthya dollfusi Tixier-Durivault & Prevor, 1962
- Dendronephthya dromidicola Utinomi, 1952
- Dendronephthya eburnea Kükenthal, 1905
- Dendronephthya echinata Tixier-Durivault & Prevor, 1959
- Dendronephthya ehrenbergi Kükenthal, 1904
- Dendronephthya electa Tixier-Durivault & Prevor, 1962
- Dendronephthya elegans Harrison, 1908
- Dendronephthya elongata Henderson, 1909
- Dendronephthya erinacea Kükenthal, 1905
- Dendronephthya fallax Tixier-Durivault & Prevor, 1962
- Dendronephthya featherensis Verseveldt, 1977
- Dendronephthya filigrana Kükenthal, 1906
- Dendronephthya fischeri Tixier-Durivault & Prevor, 1960
- Dendronephthya flabellifera Studer, 1888
- Dendronephthya flammea Sherriffs, 1922
- Dendronephthya flava May, 1899
- Dendronephthya florida Esper, 1791
- Dendronephthya foliata Henderson, 1909
- Dendronephthya folifera Pütter, 1900
- Dendronephthya formosa Gravier, 1908
- Dendronephthya fragilis Tixier-Durivault & Prevor, 1960
- Dendronephthya furcata Utinomi, 1952
- Dendronephthya fusca Studer, 1894
- Dendronephthya ganjamensis Henderson, 1909
- Dendronephthya gardineri Thomson & Mackinnon, 1909
- Dendronephthya gigantea Verrill, 1864
- Dendronephthya gilva Henderson, 1909
- Dendronephthya gloriosa Utinomi, 1952
- Dendronephthya golgotha Utinomi, 1952
- Dendronephthya gracillima Kükenthal, 1905
- Dendronephthya grandiflora Henderson, 1909
- Dendronephthya gravieri Kükenthal, 1910
- Dendronephthya gregoriensis Henderson, 1909
- Dendronephthya griffini Roxas, 1933
- Dendronephthya guggenheimi Roxas, 1933
- Dendronephthya habereri Kükenthal, 1905
- Dendronephthya hadzii Tixier-Durivault & Prevor, 1959
- Dendronephthya halterosclera Thomson & Dean, 1931
- Dendronephthya harrisoni Henderson, 1909
- Dendronephthya hartmeyeri Kükenthal, 1903
- Dendronephthya hemprichi Klunzinger, 1877
- Dendronephthya heterocyathus Wright & Studer, 1889
- Dendronephthya hicksoni Kükenthal, 1905
- Dendronephthya hirsuta Tixier-Durivault & Prevor, 1960
- Dendronephthya hyalina Kükenthal, 1905
- Dendronephthya hystricosa Verseveldt & van Ofwegen, 1991
- Dendronephthya inconfusa Tixier-Durivault & Prevor, 1962
- Dendronephthya inermis Henderson, 1909
- Dendronephthya inhacaensis Verseveldt, 1960
- Dendronephthya investigata Tixier-Durivault & Prevor, 1962
- Dendronephthya involuta Kükenthal, 1895
- Dendronephthya irregularis Henderson, 1909
- Dendronephthya japonica Kükenthal, 1905
- Dendronephthya jucunda Tixier-Durivault & Prevor, 1960
- Dendronephthya klunzingeri (Studer, 1888)
- Dendronephthya koellikeri Kükenthal, 1905
- Dendronephthya kukenthali Gravier, 1908
- Dendronephthya kukenthali Thomson & Henderson, 1906
- Dendronephthya lanxifera Holm, 1895
- Dendronephthya latipes Tixier-Durivault & Prevor, 1960
- Dendronephthya laxa Wright & Studer, 1889
- Dendronephthya lokobeensis Verseveldt
- Dendronephthya longicaulis Kükenthal, 1905
- Dendronephthya longispina Henderson, 1909
- Dendronephthya lutea Kükenthal, 1905
- Dendronephthya macrocaulis Henderson, 1909
- Dendronephthya macrospina Wright & Studer, 1889
- Dendronephthya magna Tixier-Durivault & Prevor, 1960
- Dendronephthya magnacantha Nutting, 1912
- Dendronephthya malabarensis Henderson, 1909
- Dendronephthya malaya Roxas, 1933
- Dendronephthya manyanensis Roxas, 1933
- Dendronephthya marenzelleri Kükenthal, 1905
- Dendronephthya masoni Henderson, 1909
- Dendronephthya maxima Kükenthal, 1905
- Dendronephthya mayi (Kükelthal, 1904)
- Dendronephthya merguiensis Henderson, 1909
- Dendronephthya mertoni Kükenthal, 1910
- Dendronephthya mexicana Kükenthal, 1905
- Dendronephthya michaelseni Kükenthal, 1910
- Dendronephthya microspiculata Pütter, 1900
- Dendronephthya minima Verseveldt, 1966
- Dendronephthya mirabilis (Tixier-Durivault & Prevorsek, 1962)
- Dendronephthya miriabilis Henderson, 1909
- Dendronephthya mirifica Tixier-Durivault, 1972
- Dendronephthya mollis Holm, 1895
- Dendronephthya monticulosa Wright & Studer, 1889
- Dendronephthya mortenseni Tixier-Durivault & Prevor, 1959
- Dendronephthya moseri Roxas, 1933
- Dendronephthya mucronata (Pütier, 1900)
- Dendronephthya multispinosa Henderson, 1909
- Dendronephthya mutabilis Tixier-Durivault & Prevor, 1962
- Dendronephthya natalensis Tixier-Durivault & Prevor, 1960
- Dendronephthya nicobarensis Henderson, 1909
- Dendronephthya nigrescens Kükenthal, 1905
- Dendronephthya nigripes Nutting, 1912
- Dendronephthya nigrotincta Ridley, 1887
- Dendronephthya nipponica Utinomi, 1952
- Dendronephthya noumeensis Verseveldt, 1974
- Dendronephthya novaezeelandiae Kükenthal, 1905
- Dendronephthya obtusa Henderson, 1909
- Dendronephthya ochracea Henderson, 1909
- Dendronephthya orientalis Henderson, 1909
- Dendronephthya ovata Henderson, 1909
- Dendronephthya oviformis Nutting, 1912
- Dendronephthya padavensis Henderson, 1909
- Dendronephthya palaoensis Utinomi, 1952
- Dendronephthya pallida Henderson, 1909
- Dendronephthya palmata Utinomi, 1952
- Dendronephthya parvula Henderson, 1909
- Dendronephthya pectinata Holm, 1895
- Dendronephthya pectinata Song, 1976
- Dendronephthya pellucida Henderson, 1909
- Dendronephthya pentagona Henderson, 1909
- Dendronephthya persica Henderson, 1909
- Dendronephthya pharonis Thomson & Macqueen, 1911
- Dendronephthya planoregularis Burchardt, 1898
- Dendronephthya puetteri Kükenthal, 1905
- Dendronephthya pulchella Utinomi, 1952
- Dendronephthya pulchra Thomson & Henderson, 1905
- Dendronephthya pumilio Studer, 1888
- Dendronephthya punctata Kükenthal, 1906
- Dendronephthya punicea Studer, 1888
- Dendronephthya purpurea Henderson, 1909
- Dendronephthya pustulosa Wright & Studer, 1889
- Dendronephthya pyriformis Verseveldt & van Ofwegen, 1991
- Dendronephthya quadrata Henderson, 1909
- Dendronephthya querciformis Kükenthal, 1906
- Dendronephthya radiata Kükenthal, 1905
- Dendronephthya ramulosa Gray, 1862
- Dendronephthya regia Verseveldt, 1968
- Dendronephthya repens Kükenthal, 1905
- Dendronephthya reticulata Thomson & Dean, 1931
- Dendronephthya revelata Tixier-Durivault & Prevor, 1962
- Dendronephthya rigida Studer, 1888
- Dendronephthya robusta Kükenthal, 1895
- Dendronephthya roemeri Kükenthal, 1911
- Dendronephthya rosamondae Boone, 1938
- Dendronephthya rosea Kükenthal, 1895
- Dendronephthya rubeola Henderson, 1909
- Dendronephthya rubescens Harrison, 1908
- Dendronephthya rubescens Thomson & Dean, 1931
- Dendronephthya rubra May, 1899
- Dendronephthya savignyi Ehrenberg, 1843
- Dendronephthya semperi Studer, 1888
- Dendronephthya simplex Sherriffs, 1922
- Dendronephthya sinaiensis Verseveldt, 1971
- Dendronephthya sinensis Pütter, 1900
- Dendronephthya snelliusi Verseveldt, 1966
- Dendronephthya speciosa Kükenthal, 1905
- Dendronephthya spinifera (Holm, 1895)
- Dendronephthya spinosa Gray, 1862
- Dendronephthya spinulosa Gray, 1862
- Dendronephthya spissa Tixier-Durivault & Prevor, 1962
- Dendronephthya spongiosa Tixier-Durivault & Prevor, 1959
- Dendronephthya staphyloidea Verseveldt & van Ofwegen, 1991
- Dendronephthya stockci Verseveldt, 1968
- Dendronephthya stolonifera May, 1899
- Dendronephthya studeri Ridley, 1884
- Dendronephthya suensoni Holm, 1895
- Dendronephthya suesiana Thomson & Macqueen, 1907
- Dendronephthya suluensis Verseveldt, 1966
- Dendronephthya surugaensis Imahara, 1977
- Dendronephthya tabaensis Verseveldt & Cohen, 1971
- Dendronephthya tenera Holm, 1895
- Dendronephthya tenuis Tixier-Durivault & Prevor, 1960
- Dendronephthya thomsoni Harrison, 1908
- Dendronephthya thuja Henderson, 1909
- Dendronephthya tixierae d'Hondt, 1977
- Dendronephthya translucens Henderson, 1909
- Dendronephthya tripartita Henderson, 1909
- Dendronephthya tuberculata Utinomi, 1952
- Dendronephthya uliginosa Thomson & Henderson, 1906
- Dendronephthya umbellata Wright & Studer, 1889
- Dendronephthya utinomii Tixier-Durivault & Prevor, 1959
- Dendronephthya variata Henderson, 1909
- Dendronephthya varicolor Henderson, 1909
- Dendronephthya vervoorti Verseveldt & van Ofwegen, 1991
- Dendronephthya villosa Kükenthal, 1905
- Dendronephthya waitei Thomson & Mackinnon, 1911
- Dendronephthya weberi Verseveldt, 1966
- Dendronephthya wijsmanae Verseveldt, 1974
- Dendronephthya yamamotoi Utinomi, 1954
- Dendronephthya zanzibarensis Thomson & Henderson, 1906

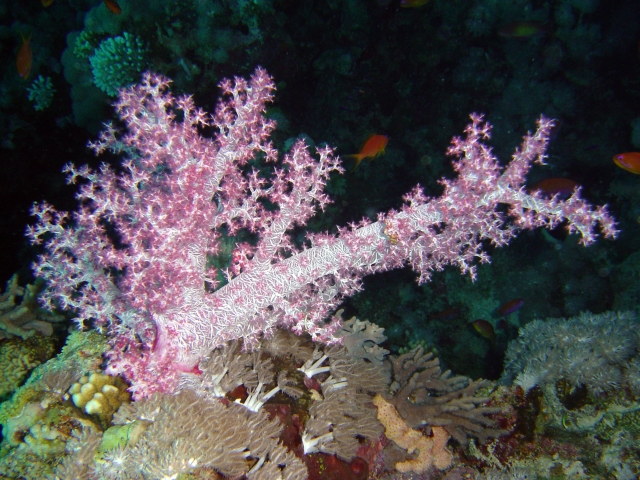
Dendronephthya hemprichi
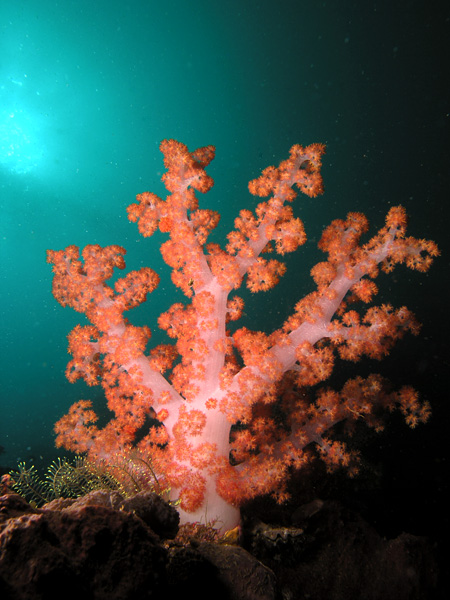
Dendronephthya klunzingeri
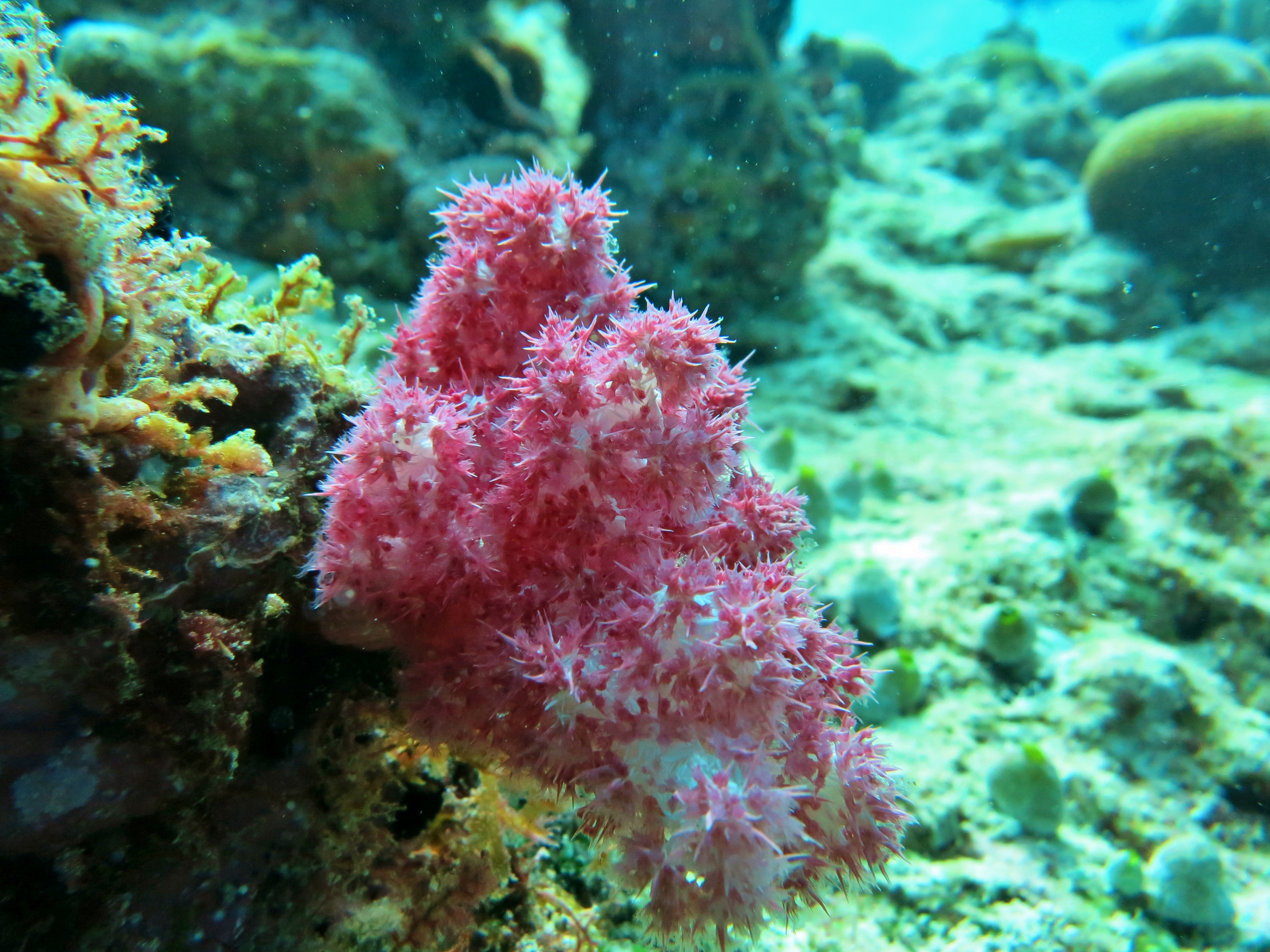
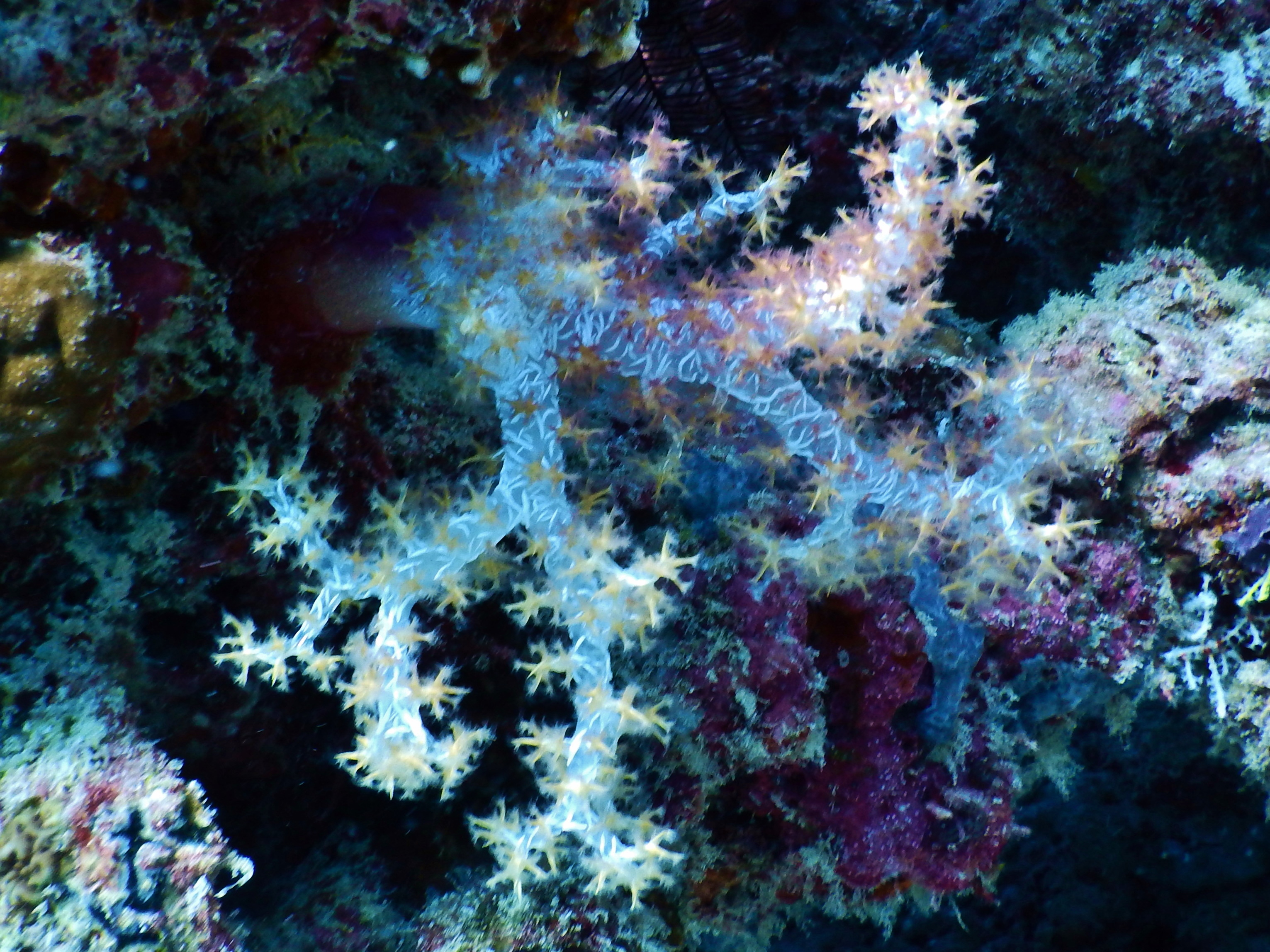
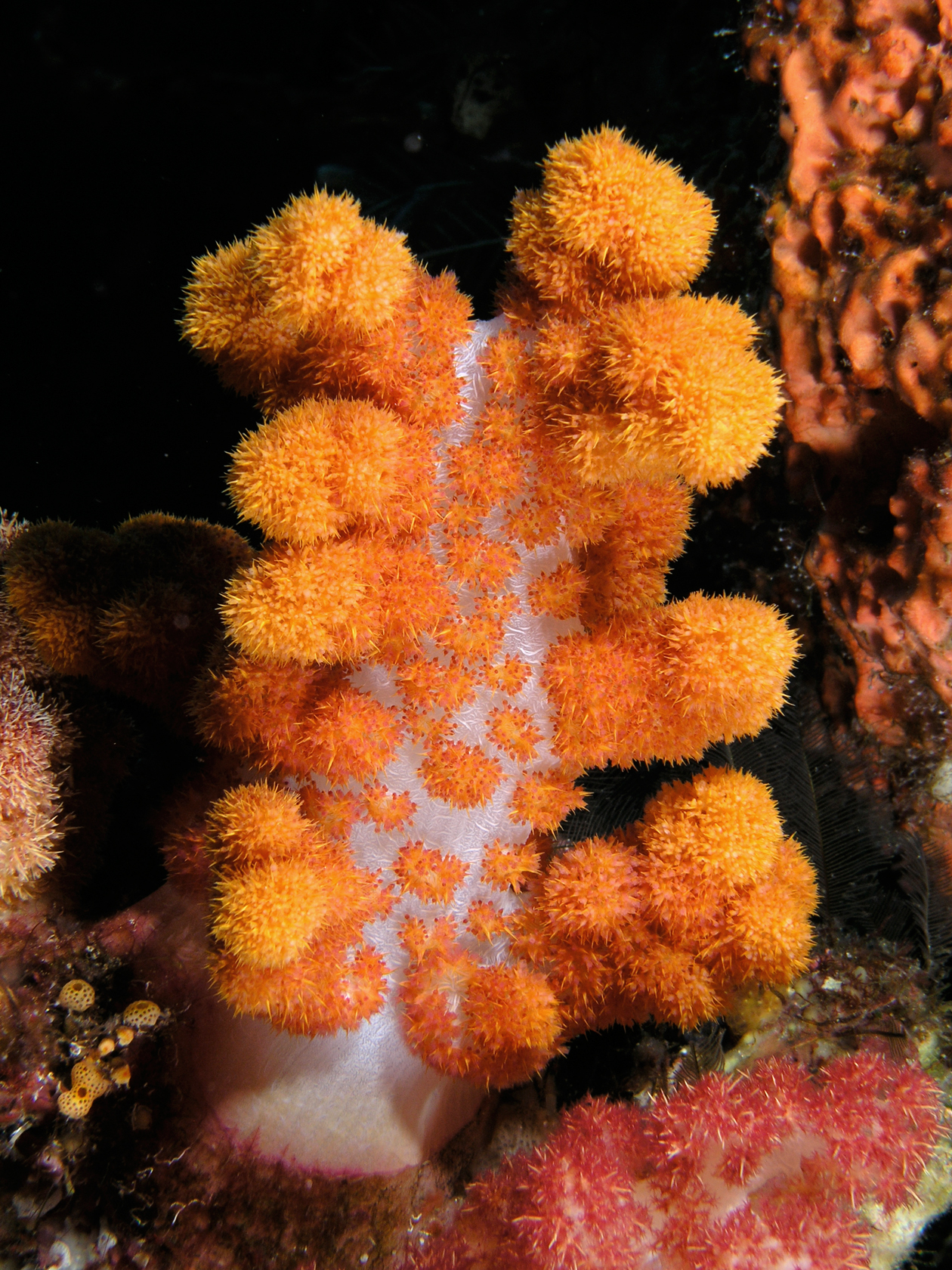
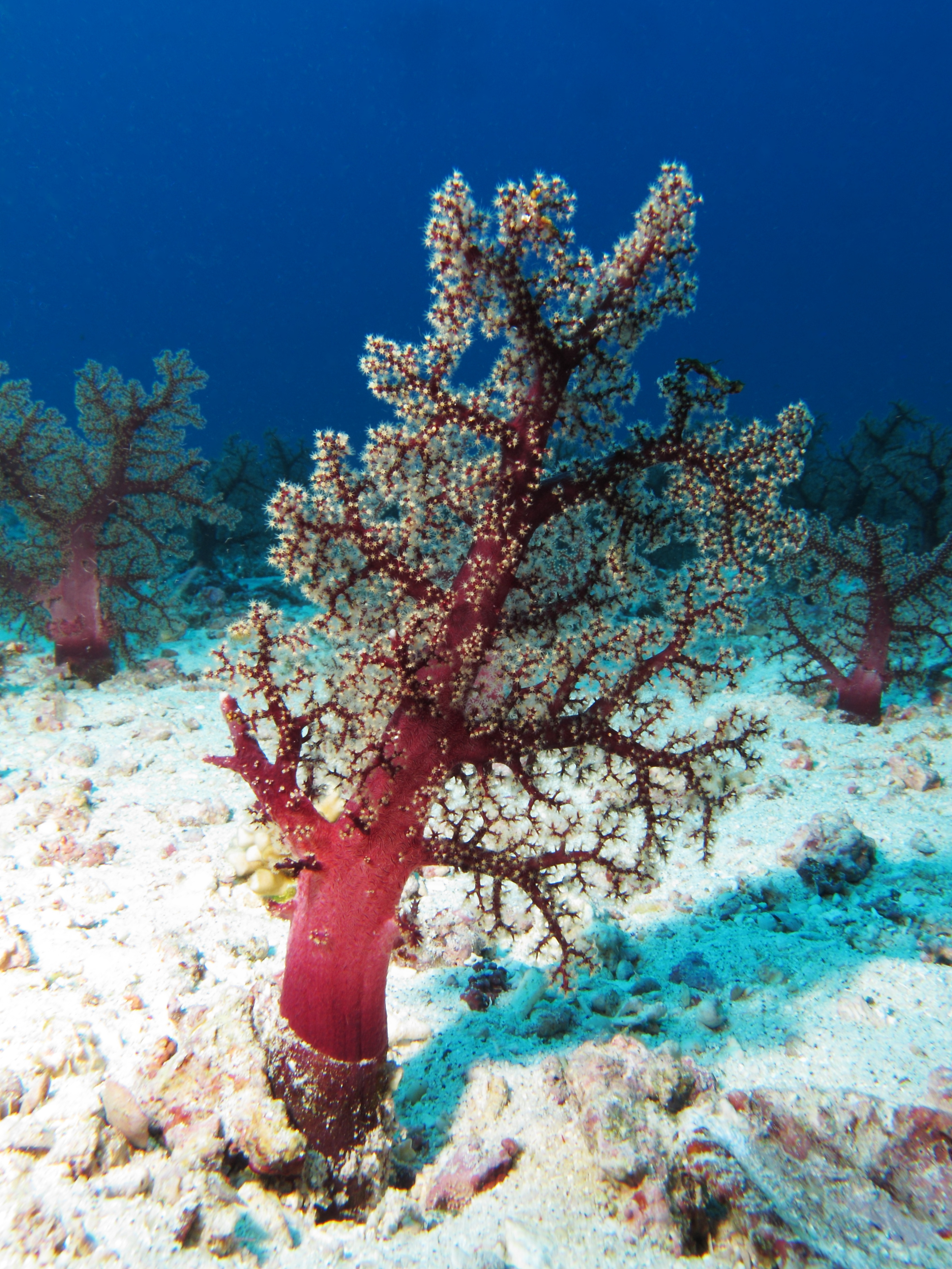
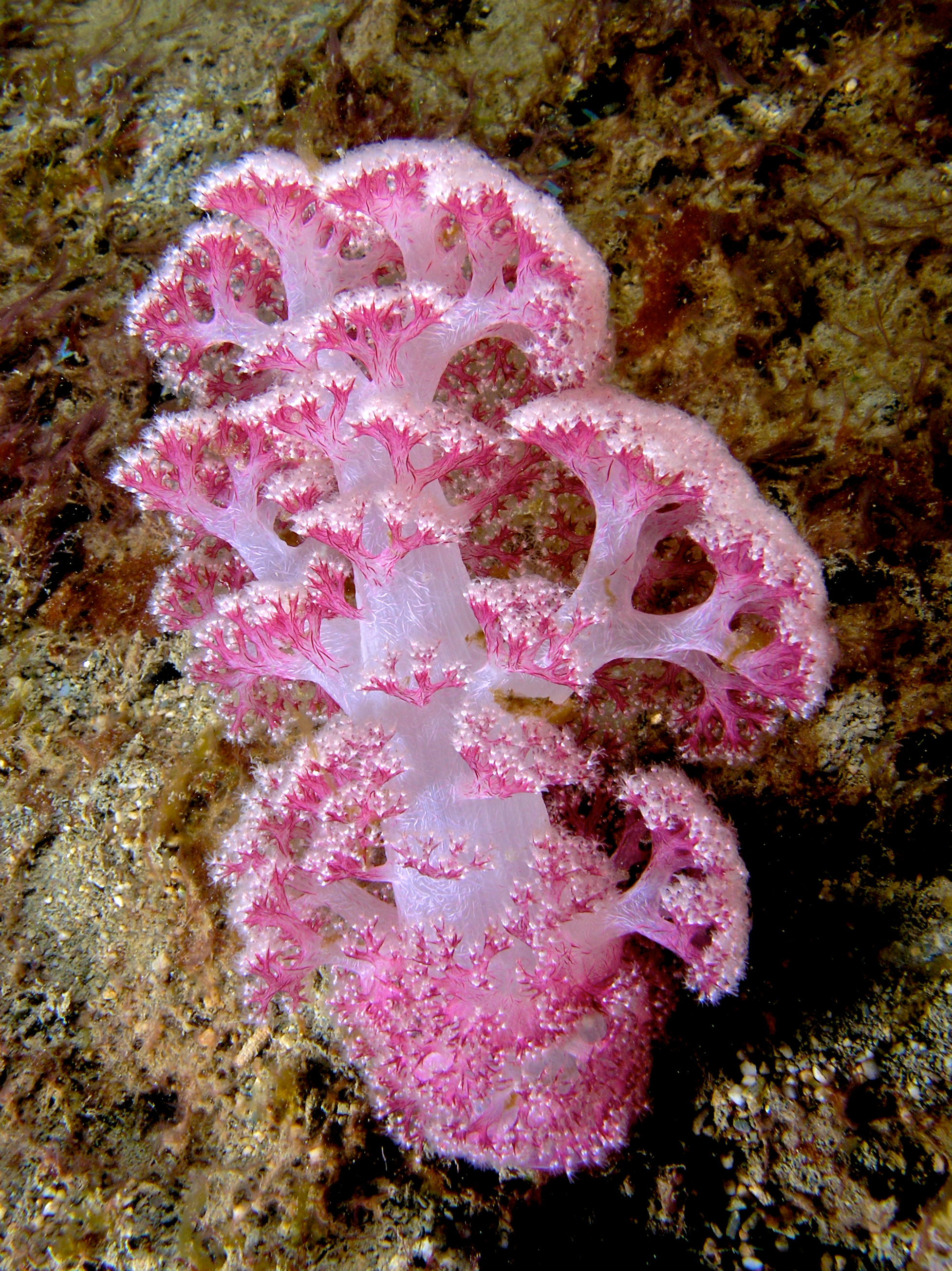
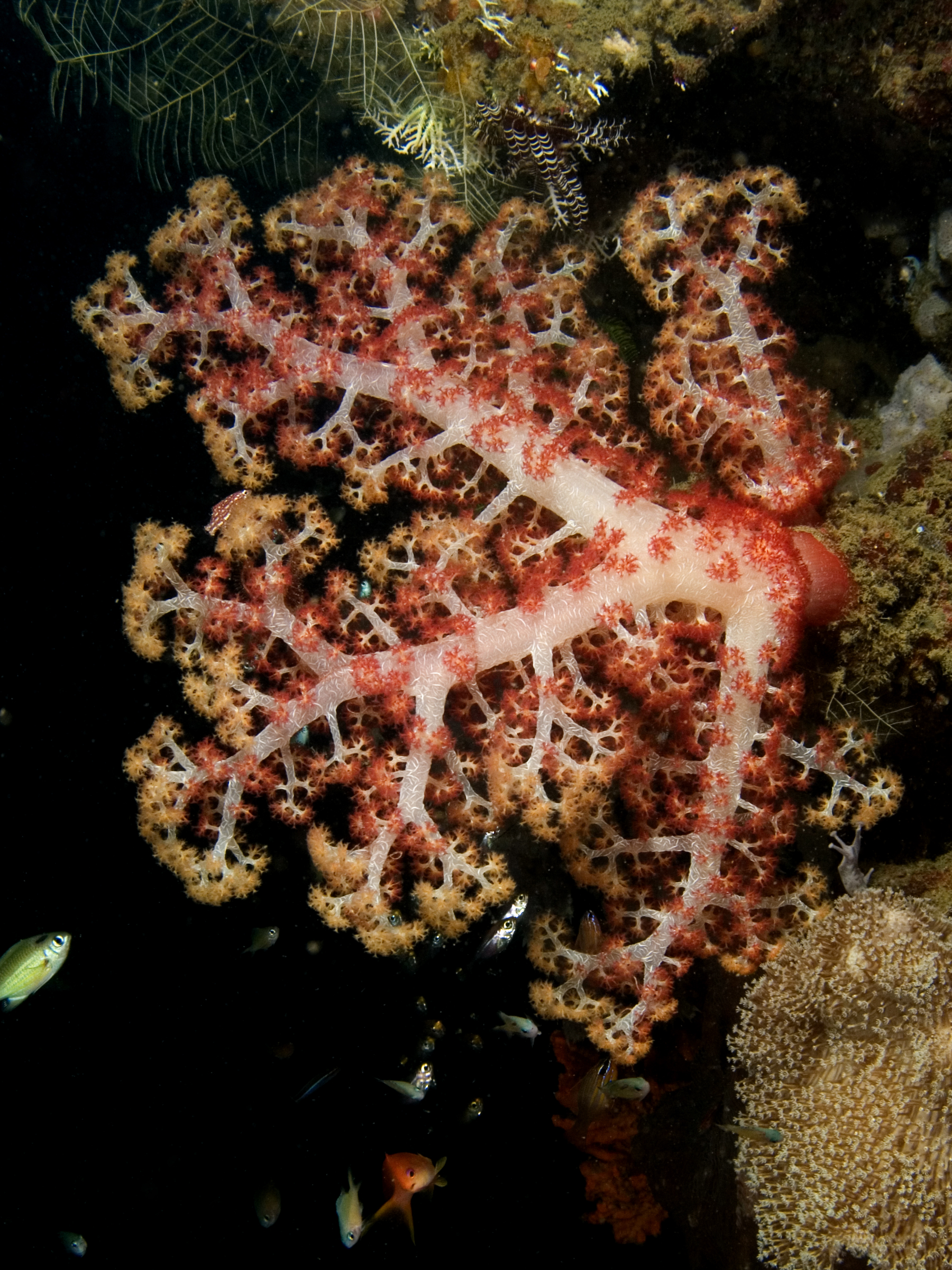
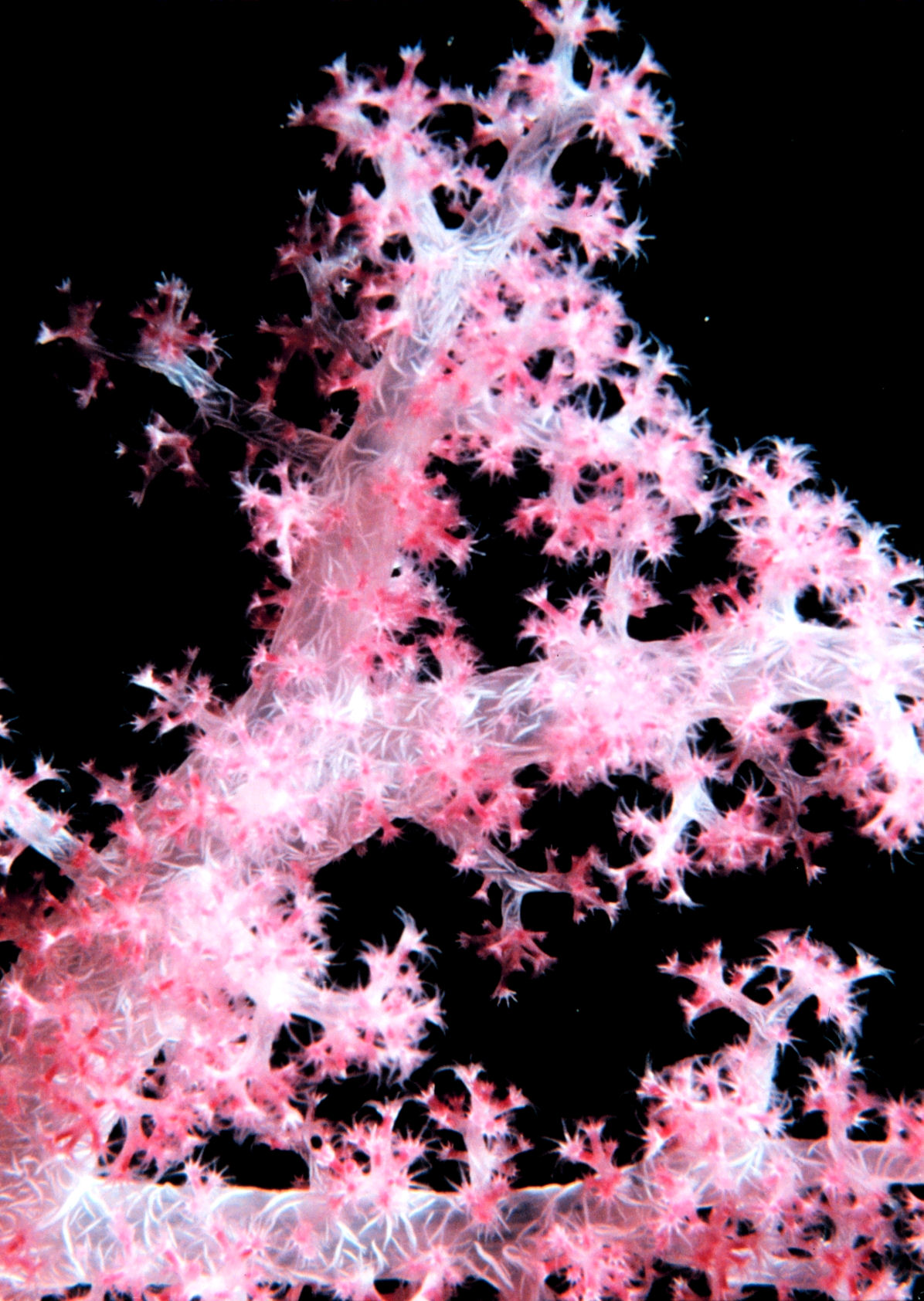

## Répartition
On les trouve en Mer Rouge, dans l'Océan Indien et dans l'Océan Pacifique.

## Philatélie
Ce corail figure sur une émission d'Israël de 1986 (valeur faciale : 50 s).